# Letis albociliata
Letis albociliata là một loài bướm đêm trong họ Erebidae.